# 苏哲子
苏哲子（1935年12月8日—），陕西咸阳人，火炮武器系统设计专家，中国工程院院士，曾参加中国第一代62式轻型坦克、83式152mm自行加榴炮的研制和生产。

## 履历[1]
- 1959年，于北京工学院毕业。
- 2005年，当选中国工程院院士。